# Neonerita pulchra
Neonerita pulchra là một loài bướm đêm thuộc phân họ Arctiinae, họ Erebidae.